# Ponerorchis curtipes
Ponerorchis curtipes là một loài thực vật có hoa trong họ Lan. Loài này được (Ohwi) J.M.H.Shaw mô tả khoa học đầu tiên năm 2003.